# Сафи (Мароко)
Вижте пояснителната страница за други значения на Сафи.
Сафи (на арабски: آسفي) е град, разположен в западната част на Мароко, на брега на Атлантическия океан. Градът е столица на региона Дуккала-Абда и има население, наброяващо 308 508 души, според данни от 2014 г. Сафи също така е и център на агломерация с население близо 793 000 души според данни от 1987 г. Градът е главното рибарско пристанище на страната за сардини, но също така се изнасят фосфати, текстилни изделия и керамика. По време на Втората световна война градът е едно от местата за приземяване за Операция Факел.
Сафи, под името Сафим, e под португалско управление в периода между 1488 и 1541 г. Стената, построена да предпазва Сафи от нашественици, все още е там. Патрон на града е Абу Мохамед Салих.

## Личности
Хаджар Бенсуда, който е сред победителите в петия сезон на Studio 2M, е роден и отраснал в Сафи.

## Спорт
Местният футболен отбор се нарича „Олимпик“ и се състезава в мароканското футболно първенство Ботола.